# كسوف الشمس 15 نوفمبر 2077
سيحدث كسوف حلقي للشمس يوم الاثنين 15 نوفمبر 2077 بقوة 0.9371. يحدث كسوف الشمس عندما يمر القمر بين الأرض والشمس، وبالتالي يحجب صورة الشمس كليًا أو جزئيًا عن مشاهد على الأرض. يحدث الكسوف الحلقي للشمس عندما يكون القطر الظاهري للقمر أصغر من قطر الشمس، مما يحجب معظم ضوء الشمس ويتسبب في أن تبدو الشمس وكأنها حلقة. يظهر الخسوف الحلقي على شكل كسوف جزئي فوق منطقة من الأرض يبلغ عرضها آلاف الكيلومترات. سيعبر مسار الحلقي أمريكا الشمالية وأمريكا الجنوبية. سيكون هذا كسوف الشمس السابع والأربعين لدورة ساروس 134. سيغطي كسوف حلقي صغير 94٪ فقط من الشمس في مسار واسع جدًا بعرض 262 كم كحد أقصى، وسيستمر 7 دقائق و 54 ثانية. سيحدث بعد 4 أيام فقط من الأوج (الأوج يوم الخميس 11 نوفمبر 2077).

## مزيد من التفاصيل حول الكسوف الحلقي للشمس يوم الاثنين 15 نوفمبر 2077
حجم الكسوف= 0.93707
غموض الكسوف= 0.87810
جاما= 0.47047
سلسلة ساروس= المرتبة 134 (47 من 71)
أكبر كسوف = 15 نوفمبر 2077 17:06 بالتوقيت العالمي المنسق
اقتران مسير الشمس= 15 تشرين الثاني (نوفمبر) 2077 17:00 بالتوقيت العالمي المنسق
اقتران استوائي= 15 تشرين الثاني (نوفمبر) 2077 16:46 بالتوقيت العالمي المنسق
الصعود الأيمن للشمس= 15.44
ميل الشمس= -18.8
قطر الشمس (ثانية قوسية)= 1940.2
الصعود الأيمن للقمر= 15.45
ميل القمر= -18.4
قطر القمر (ثانية قوسية)= 1793.8
تحرر القمر من مركزية الأرض
خط العرض: 3.3 درجة جنوبا
خط الطول: 0.6 درجة غربا
الاتجاه: 12.7
تاريخ الكسوف الحلقي للشمس: الاثنين 15 نوفمبر 2077

## كسوفات أخري ذات الصلة

### كسوف الشمس 2076-2079
قالب:Solar eclipse set 2076–2079
هذا الكسوف هو جزء من سلسلة فصل دراسي. يتكرر الكسوف في سلسلة فصل دراسي من الكسوف الشمسي كل 177 يومًا تقريبًا و 4 ساعات (فصل دراسي) في العقد المتناوبة من مدار القمر.
| كسوف الشمس series sets from 2076–2079 | كسوف الشمس series sets from 2076–2079 | كسوف الشمس series sets from 2076–2079 | كسوف الشمس series sets from 2076–2079  | كسوف الشمس series sets from 2076–2079 |
| ------------------------------------- | ------------------------------------- | ------------------------------------- | -------------------------------------- | ------------------------------------- |
| Ascending node                        | Ascending node                        |                                       | Descending node                        | Descending node                       |
| Saros                                 | Map                                   | Saros                                 | Map                                    |                                       |
| 119                                   | June 1, 2076 [الإنجليزية] Partial     | 124                                   | November 26, 2076 [الإنجليزية] Partial |                                       |
| 129                                   | May 22, 2077 [الإنجليزية] Total       | 134                                   | كسوف الشمس 15 نوفمبر 2077 Annular      |                                       |
| 139                                   | May 11, 2078 [الإنجليزية] Total       | 144                                   | November 4, 2078 [الإنجليزية] Annular  |                                       |
| 149                                   | كسوف الشمس 1 مايو 2079 Total          | 154                                   | October 24, 2079 [الإنجليزية] Annular  |                                       |

### ساروس 134
قالب:Solar Saros series 134
وهو جزء من دورة ساروس 134 وتتكرر كل 18 سنة و 11 يوماً ويحتوي على 71 حدثاً. بدأت السلسلة بكسوف جزئي للشمس في 22 يونيو 1248. وهي تحتوي على كسوف كلي من 9 أكتوبر 1428 حتى 24 ديسمبر 1554 وكسوفًا هجينًا من 3 يناير 1573 حتى 27 يونيو 1843 وكسوفًا حلقيًا من 8 يوليو 1861 حتى 21 مايو 2384. تنتهي السلسلة عند العضو 71 ككسوف جزئي في 6 أغسطس 2510. كانت أطول مدة الكلية هي دقيقة واحدة و 30 ثانية في 9 أكتوبر 1428. تحدث جميع الكسوفات في هذه السلسلة عند العقدة الهابطة للقمر.
| Series members 32–48 occur between 1801 and 2100: | Series members 32–48 occur between 1801 and 2100: | Series members 32–48 occur between 1801 and 2100: |
| 32                                                | 33                                                | 34                                                |
| ------------------------------------------------- | ------------------------------------------------- | ------------------------------------------------- |
| June 6, 1807                                      | June 16, 1825                                     | June 27, 1843                                     |
| 35                                                | 36                                                | 37                                                |
| July 8, 1861                                      | July 19, 1879                                     | July 29, 1897                                     |
| 38                                                | 39                                                | 40                                                |
| August 10, 1915 [الإنجليزية]                      | August 21, 1933 [الإنجليزية]                      | September 1, 1951 [الإنجليزية]                    |
| 41                                                | 42                                                | 43                                                |
| September 11, 1969 [الإنجليزية]                   | September 23, 1987 [الإنجليزية]                   | كسوف الشمس 3 أكتوبر 2005                          |
| 44                                                | 45                                                | 46                                                |
| كسوف الشمس 14 أكتوبر 2023                         | كسوف الشمس 25 أكتوبر 2041                         | November 5, 2059 [الإنجليزية]                     |
| 47                                                | 48                                                |                                                   |
| كسوف الشمس 15 نوفمبر 2077                         | November 27, 2095 [الإنجليزية]                    |                                                   |

### سلسلة تريتوس
هذا الكسوف هو جزء من دورة تريتوس يتكرر عند العقد المتناوبة كل 135 شهرًا متزامنًا (≈ 3986.63 يومًا، أو 11 عامًا ناقص شهر واحد). مظهره وخط طوله غير منتظمين بسبب نقص التزامهما مع الشهر غير الطبيعي (فترة الحضيض)، لكن التجمعات المكونة من 3 دورات تريتوس (33 عامًا ناقص 3 أشهر) تقترب (≈ 434.044 شهرًا غير طبيعي)، لذا فإن الكسوف متشابه في هذه التجمعات.
| أعضاء السلسلة بين عامي 1901 و 2100            | أعضاء السلسلة بين عامي 1901 و 2100            | أعضاء السلسلة بين عامي 1901 و 2100            | أعضاء السلسلة بين عامي 1901 و 2100 |
| --------------------------------------------- | --------------------------------------------- | --------------------------------------------- | ---------------------------------- |
| </img> </br>29 مارس 1903 </br> (ساروس 118)    | </img> </br> 25 فبراير 1914 </br> (ساروس 119) | </img> </br> 24 يناير 1925 </br> (ساروس 120)  |                                    |
| </img> </br> 25 ديسمبر 1935 </br> (ساروس 121) | </img> </br> 23 نوفمبر 1946 </br> (ساروس 122) | </img> </br> 23 أكتوبر 1957 </br> (ساروس 123) |                                    |
| </img> </br> 22 سبتمبر 1968 </br> (ساروس 124) | </img> </br> 22 أغسطس 1979 </br> (ساروس 125)  | </img> </br> 22 يوليو 1990 </br> (ساروس 126)  |                                    |
| </img> </br> 21 يونيو 2001 </br> (ساروس 127)  | </img> </br> 20 مايو 2012 </br> (ساروس 128)   | </img> </br> 20 أبريل 2023 </br> (ساروس 129)  |                                    |
| </img> </br> 20 مارس 2034 </br> (ساروس 130)   | </img> </br> 16 فبراير 2045 </br> (ساروس 131) | </img> </br> 16 يناير 2056 </br> (ساروس 132)  |                                    |
| </img> </br> 17 ديسمبر 2066 </br> (ساروس 133) | </img> </br> 15 نوفمبر 2077 </br> (ساروس 134) | </img> </br> 14 أكتوبر 2088 </br> (ساروس 135) |                                    |
| </img> </br> 14 سبتمبر 2099 </br> (ساروس 136) |                                               |                                               |                                    |

## الروابط الخارجية
قالب:Solar eclipse NASA reference